# Smart 10

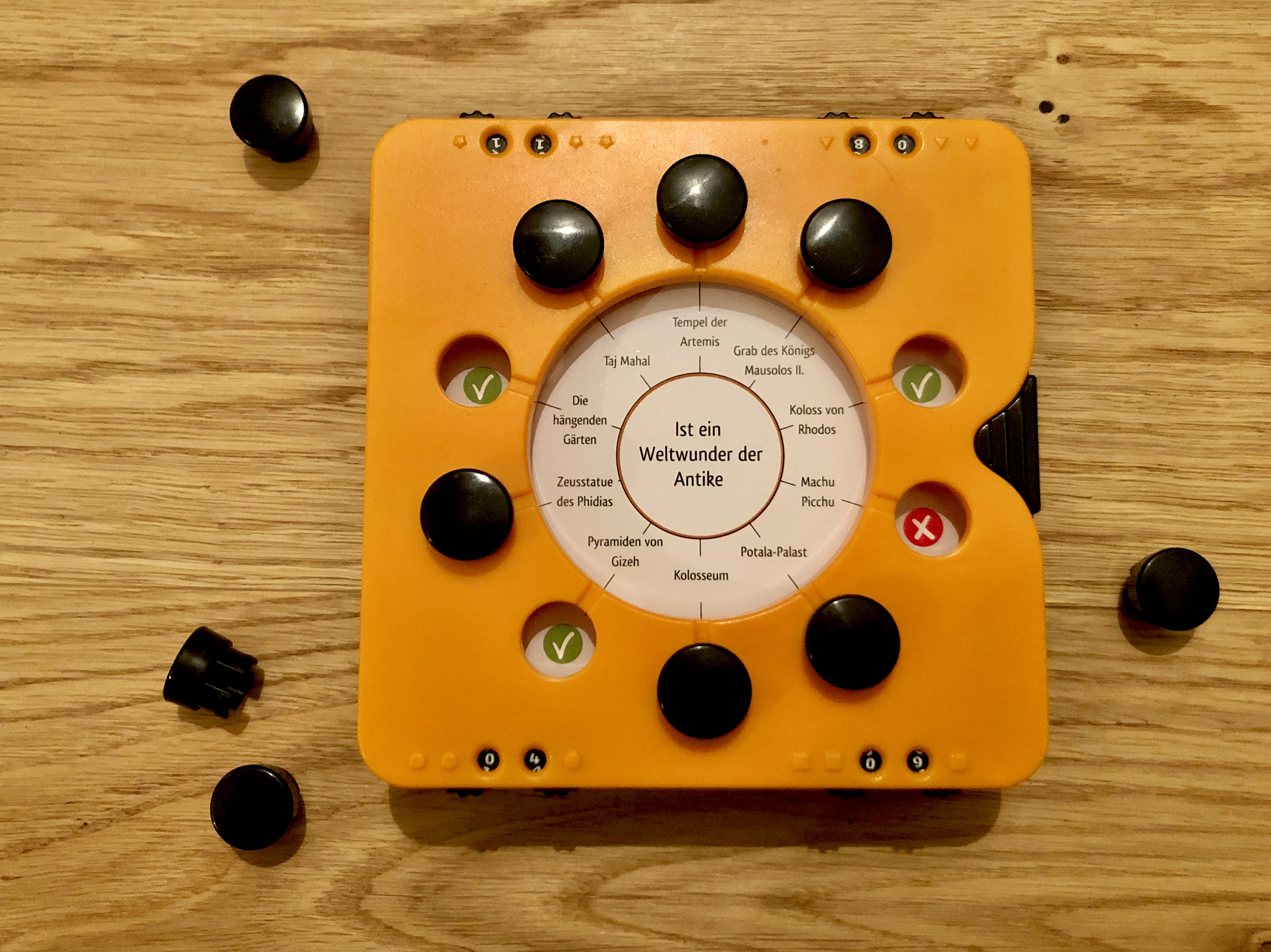
Die Smart Box

Smart 10 ist ein Brettspiel der österreichischen Spieleautoren Arno Steinwender und Christoph Reiser. Das Spiel für zwei bis acht Spieler ab zwölf Jahren ist 2017 erschienen. Es handelt sich um ein Quizspiel, bei dem die Spieler zu einer Frage unter 10 Antwortmöglichkeiten die richtigen finden müssen. Anders als bei den meisten Quizspielen braucht es keinen Vorleser, stets können alle Spieler mitraten und Punkte sammeln.

## Spielweise
Das Spiel enthält 100 Fragekarten, die doppelseitig bedruckt und im Kartenhalter, welcher auch als Transportbox genutzt werden kann, gestapelt sind. Es gilt, die zehn zur aktuellen Frage gehörigen Begriffe, Zahlen etc. zu nennen, bzw. zu sagen, welche der aufgedruckten zehn Antworten korrekt sind. Jede korrekte Antwort bringt einen Punkt, jedoch kann man die Punkte einer Runde auch wieder verlieren. Wer 15 Punkte gesichert hat, gewinnt das Spiel.
Das Innovative am Spiel ist, dass die Fragen und der Antwortmodus sehr abwechslungsreich sind. Es gibt Wissensfragen, bei denen man die Antwort wissen muss (Namen, Farben...), aber auch Ja/Nein-Fragen, bei denen man nur Ja-Antworten aufdecken darf, und Reihungsfragen, bei denen man den Rang einer Antwortmöglichkeit richtig beziffern muss. Um die Richtigkeit einer Antwort zu überprüfen, wird die dazugehörige Abdeckkappe aus dem Kartenhalter entnommen.
Selten werden alle zehn Antwortmöglichkeiten aufgedeckt. Auch wenn alle Spieler bei einer Frage gepasst haben oder ausgeschieden sind, sollte man das nicht tun. So ist sichergestellt, dass man auch in der nächsten Partie nicht durch einen Wissensvorsprung gewinnen kann, sondern weiterhin etwas riskieren muss, um mehr Punkte zu erlangen.
Das Spielmaterial besteht neben der Spieleanleitung aus:
- 100 doppelseitigen Fragekarten mit je 10 Antworten
- 1 Kartenhalter (die sogenannte Smart Box) mit Punkterädern
- 10 Abdeckkappen

### Vorbereitungen
Die mit den Fragekarten gefüllte Smart Box wird in die Tischmitte gelegt und die zehn Abdeckkappen werden eingesetzt. Alle Punkteräder werden auf Null gestellt. Spielen mehr als vier Spieler, werden Teams gebildet. Die oberste Fragekarte wird aus dem Halter gezogen und unter den Stapel geschoben, die nun sichtbare Karte ist die Fragekarte dieser Runde.
In der Mitte jeder Fragekarte befindet sich eine Frage oder der Beginn einer Frage. Diese ist umringt von zehn Fortsetzungen der Frage oder von zehn Antworten. Ein weiterer Ring besteht aus Antwortmöglichkeiten, die in der Smart Box unter den Abdeckkappen verborgen bleiben.

### Spielverlauf
Reihum kommen die Spieler bzw. Teams an die Reihe, man muss sich entscheiden zu raten oder zu passen. Beim Raten nennt man seine vermutete Antwort auf die Frage und nimmt dann die Abdeckkappe von der entsprechenden Öffnung. Man vergleicht seine Antwort mit der nun sichtbar gewordenen Antwortmöglichkeit. Bei einer Übereinstimmung erhält man einen Punkt. Wer passt, sichert all seine bisher in dieser Runde gewonnenen Punkte und spielt erst bei der nächsten Frage wieder mit. Gesicherte Punkte werden mit den in die Smart Box integrierten Punkterädern festgehalten. Wer rät, kann also bei der aktuellen Frage weitere Punkte sammeln, verliert jedoch bei einer falschen Antwort alle Punkte aus dieser Frage und muss für den Rest der Fragerunde aussetzen.

### Spielende und Wertung
Das Spiel endet nach jener Runde, in der ein Spieler oder Team mindestens 15 Punkte gesichert hat. Der Spieler mit den meisten Punkten gewinnt das Spiel. Bei einem Gleichstand gibt es mehrere Gewinner.

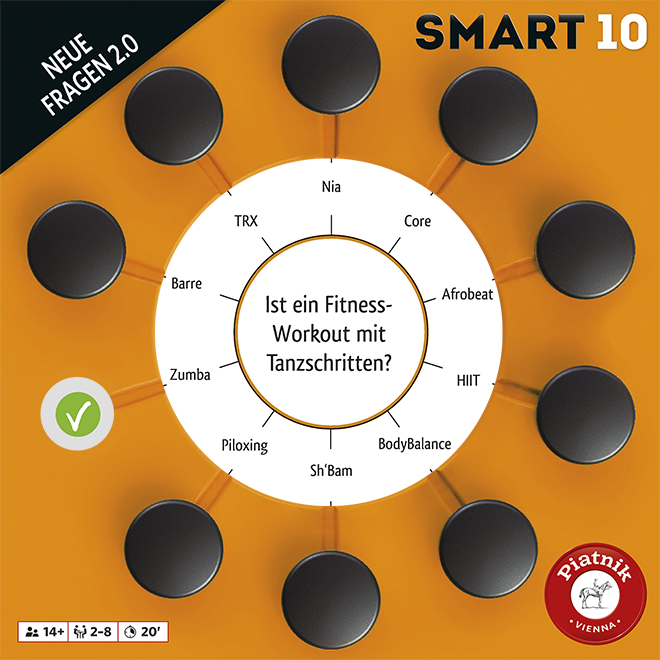
Deutschsprachiges Erweiterungsset

### Erweiterungen und Varianten
Wer noch mehr Abwechslung braucht, kann diverse Sets mit je 100 neuen Fragekarten erwerben. Je nach Sprache sind unterschiedlich viele Themensets verfügbar. Es gibt sowohl allgemein gestreute Fragen, als auch spezielle Fragenblocks, etwa zum Thema Musik. Die Altersangabe für die Fragensets variiert, die erste deutsche Ausgabe ist zum Beispiel ab 14 Jahre gekennzeichnet.
Für junges Publikum gibt es seit 2018 eine spezielle Edition mit leichteren Fragen, namens Smart 10 - Junior. Auch hier sind 100 doppelseitige Fragekarten inkludiert. Weiters ist eine Edition Smart 10 - Family erhältlich. Seit Mitte 2023 ist nunmehr auch eine Österreich-Edition verfügbar, welche eine rot-weiß-rote Box und ausschließlich Fragen mit Österreich-Bezug enthält.

### Smart 10 als Fernsehformat
Seit 2022 ist das Spiel als TV-Show im Vorabendprogramm des ORF zu sehen, Moderatorin ist Caroline Athanasiadis.

## Rezeption und Bewertung
Das Spiel erschien erstmals im Jahr 2017 beim Spieleverlag Martinex in Finnland, Dänemark und Schweden. Die Verbindung dorthin wurde durch die Wiener Spieleagentur White Castle Games Agency hergestellt. Im selben Jahr wurde es in Schweden zum besten Erwachsenenspiel des Jahrgangs gekürt. Weitere Spieleverlage bekundeten ihr Interesse, im darauffolgenden Jahr gab es Veröffentlichungen in Tschechien (unter dem Namen Desíkta), Slowakei, USA, Neuseeland und Polen (unter dem Namen Traf w 10). 2019 erfolgte durch Piatnik die Veröffentlichung im D-A-CH-Raum (und somit in der Heimat der Autoren) sowie in den Niederlanden. In diesem Jahr gab es abermals die Auszeichnung Bestes Erwachsenenspiel zu bejubeln (in Dänemark), im darauffolgenden Jahr konnte man den Hauptpreis beim von der Wiener Spieleakademie vergebenen Österreichischen Spielepreis erringen. Gefallen fand bei Letzterem die breite Aufstellung von Aufgaben, sowie der Umstand, dass man auch ohne Wissen um den Sieg mitkämpfen kann.
In vielen Ländern wurde das Spiel anfangs mit der Altersempfehlung ab 10 Jahren veröffentlicht, dann jedoch größtenteils auf ab 12 Jahre angehoben.
Das Spiel wurde auch in diversen Rezensionen überwiegend positiv besprochen. In der Spieledatenbank BoardGameGeek verzeichnete Smart 10 ein Rating von durchschnittlich 7,4 (von 10) bei etwa 200 Bewertungen (Stand September 2020).
Das Portal hall9000.de bewertete das Spiel mit 5,0 von 6 Punkten und hob vor allem die „Variabilität der Fragestellungen“ positiv hervor.
Wolfgang Friebe lobt in der Fairplay das Spiel und stellt es als eines der wenigen, guten Spiele von Piatnik heraus.